# Herman Heimlich
Pour les articles homonymes, voir Heimlich.
 (juillet 2015).
Si vous disposez d'ouvrages ou d'articles de référence ou si vous connaissez des sites web de qualité traitant du thème abordé ici, merci de compléter l'article en donnant les références utiles à sa vérifiabilité et en les liant à la section « Notes et références ».
Herman Heimlich est un  peintre québécois né en Hongrie en 1904 et décédé à Montréal en 1986.

## Biographie
Né en 1904 en Hongrie, Herman Heimlich étudie à l’académie des beaux-arts de Budapest. Il y enseigne ensuite quelques années et voyage beaucoup entre l’Europe, les États-Unis et le Canada où il peint et expose.
Il s’installe définitivement au Canada en 1930, à Montréal, où il fonde une école d’enseignement des arts. Il est également professeur au département des beaux-arts du centre Saidye Bronfman, à la Neighborhood House, à la Synagogue Shaar Hashomayim et à la Beth-El-Congregation. En collaboration avec Arthur Lismer, il enseigne dans les écoles protestantes.
Heimlich est d’abord et avant tout figuratif dans son approche. Il tâche de maitriser le dessin et la couleur dans la tradition figurative. Artiste prolifique, il dessine et peint des paysages, des portraits et des natures mortes. Son travail est spontané et rapide ; on y reconnaît l'influence de Cézanne et de Matisse.
Il réalise des murales pour des édifices publics et privés au Canada et aux États-Unis. Il réalise des illustrations de livres  pour enfants et exécute des paysages, des portraits et des natures mortes. Il produit également une série de portraits de saints et un portrait du Christ pour l’église Our Lady Immaculate, à Athol, au Massachusetts.
Les toutes premières œuvres de l’artiste nous sont inconnues. Lorsqu’il quitte la Hongrie, il laisse derrière lui toute sa production de jeunesse, à l'exception de quelques dessins particulièrement touchants, d’une grande sobriété et représentant une profonde solitude et tristesse chez ses personnages.
En 1930, Heimlich participe à une première exposition canadienne, commanditée par l’Exhibition Association of St. John, N. B. Il y remporte le 1er prix. Il participe également à quelques expositions entre 1930 et 1940 dont celles de 1937 et 1938 de la Art Association of Montreal.
Le début des années 1940 semble être une période d’exploration pour l'artiste. Le pouvoir expressif de la couleur et la maîtrise du dessin d’Heimlich sont soulignés plus fortement dans une construction vibrante de contrastes et de profondeur. Dans la seconde moitié des années 1940, Herman Heimlich semble explorer encore au niveau technique. Ses personnages sont soulignés par un contour noir. Ce contour est présent jusqu'aux années 1950. Le langage pictural de l'artiste à cette époque rappelle celui des peintres expressionnistes français.
À la fin des années 1950 et au début des années 1960, Heimlich réalise des études d’une grande fraîcheur d’expression bien qu’empreintes d’un grand classicisme. Le travail des années 1960 s’épure. Les détails sont réduits au minimum, l'œuvre se faisant plus abstraite, plus schématique.
Dès le début des années 1970, des problèmes de santé obligent Heimlich à ralentir le rythme de sa production. De son lit d’hôpital, il réalise néanmoins de nombreuses œuvres sur papier, d’une sensibilité émouvante et d’une grande fraîcheur.

### Expositions
À partir de 1935, Heimlich expose régulièrement. Il a à son actif plus de 80 expositions collectives et 12 expositions individuelles.
Expositions individuelles :
- 2004 : Portraits, McMichael Canadian Art Collection
- 2004 : Portraits, Carleton University, Ottawa, ON
- 2001 : Meditations on Humanity, University of Toronto Art Gallery, ON[1]
- 2000 : Œuvres sur papier Galerie Jean-Pierre Valentin, Montréal
- 1995 : Œuvres sur papier et sur toile Galerie Jean-Pierre Valentin, Montréal
- 1992 : Œuvres sur papier de Herman Heimlich, Rétrospective Musée d’art de Joliette[2]
- Musée des Beaux-Arts de Montréal
- Galerie Agnès Lefort
- Penthouse Gallery
- Centre d’art Saidye Bronfman

Expositions collectives :
- 2012 : Country Canada: Village, Farm, and Lake, D & E Lake, Ltd., Toronto, ON
- 2010 : Jewish Painters of Montreal: Witnesses of Their Time: 1930-1948, McCord Museum, Montréal, QC
- 2002 : Gifted: A Celebration of Generosity to the Hart House Permanent Collection, Justina M. Barnicke Gallery, Hart House, University of Toronto
- 2000 : Selected Art Acquisitions 1974-2000, Concordia University, Montréal, QC
- 1987 : Jewish Painters and Modernity:  Montreal 1930-1945, Saidye Bronfman Centre for the Arts, Montreal
- Galerie Jean-Pierre Valentin, Montréal
- Royal Academy of Fine Arts
- Musée des beaux-arts de Montréal
- Art Galleries of Toronto, Hamilton, London, Ontario
- The Agnes Etherington Art Center, Université de Queens, Kingston
- The Contemporary Arts Society
- The Canadian Society of Painters in Watercolor
- Le Musée d’art de Joliette (1989): Peintres Juifs et Modernité, Montréal, 1930-1945

## Collections publiques
- Musée des beaux-arts de Montréal
- Musée national des beaux-arts du Québec[3]
- Loto Québec
- Musée des beaux-arts de l'Ontario
- Musée Glenbow
- Musée d’art de Joliette
- Winnipeg Art Gallery
- Galerie d'art de l'Alberta
- Hamilton Art gallery
- Windsor Art Gallery
- Art Gallery of Greater Victoria
- Museum London[4]
- Kitchener, Waterloo Art Gallery
- Power Corporation
- La collection Claridge